# Martin Miehe-Renard
Martin Miehe-Renard (født 10. august 1956 på Frederiksberg) er en dansk skuespiller, forfatter, producent, instruktør, komponist og tidligere teaterleder.
Han er søn af Louis Miehe-Renard og blev i 1970'erne optaget på Statens Teaterskole, som han forlod senere for at komme på Klaus Paghs private teaterskole. Han debuterede på film i 1974 og har siden instrueret og medvirket i mange opsætninger herunder musicals og har kunstnerisk ledet revyer i Mogenstrup, Hjørring (1990) og Kolding. Han var direktør for Amagerscenen, blev tv-dramachef på Nordisk Film (1995-2000) og kunstnerisk leder i det private Tappehallerne. Fra 2000 til 2003 var han kreativ direktør i Deadline Games. Han er desuden manden bag mange af TV 2's familiejulekalender-succeser: Pyrus i Alletiders Eventyr, Alletiders nisse og Alletiders jul, lige som han stod bag Jul på Kronborg på DR. Miehe-Renard er medejer af tv-produktionsselskabet Adapto og medstifter af Make Do Media.
I 1985 modtog han Minister Erna Hamiltons Legat for Videnskab og Kunst.
Privat har Martin Miehe-Renard siden 1993 været gift med Karin Jagd. Parret har to sønner og en datter og bor i København. I fritiden er Martin Miehe-Renard forsanger i hygge-rockbandet Hackensack. Desuden er han politisk aktiv: siden april 2007. Han har tidligere været formand for Det Radikale Venstre i Gentofte-Hellerup.

## Filmografi
- Familien Gyldenkål (1975) [Skuespiller]
- Familien Gyldenkål sprænger banken (1976) [Skuespiller]
- Den dobbelte mand (1976) [Skuespiller]
- Familien Gyldenkål vinder valget (1977) [Skuespiller]
- Charly & Steffen (1979) [Skuespiller]
- Olsen-banden over alle bjerge (1981) [Skuespiller]
- Pyrus på pletten (2000) [Manuskript og Instruktion]
- Min søsters børn vælter Nordjylland (2010) [Instruktion]
- Min søsters børn - alene hjemme (2012) [Manuskript og Instruktion]
- Min søsters børn i Afrika (2013) [Manuskript og Instruktion]
- MGP missionen (2013) [Manuskript og Instruktion]
- Far til fire - på toppen (2017) [Instruktion]
- Far til fire - i solen (2018) [Manuskript og Instruktion]
- Far til fire og vikingerne (2020) [Manuskript og Instruktion]

### Tv-serier
- Vores år (1980)
- Cirkus Julius (1988)
- Skibet i Skilteskoven (1992)
- Jul i Juleland (1993)
- Alletiders Jul (1994)
- Hjem til fem (1995)
- Alletiders Nisse (1995)
- Alletiders Julemand (1997)
- Olsen-bandens første kup (1999 – 2000)
- Alletiders Eventyr (2000)
- Jul på Kronborg (2000)
- Skjulte spor (2000-2003)